# Billa

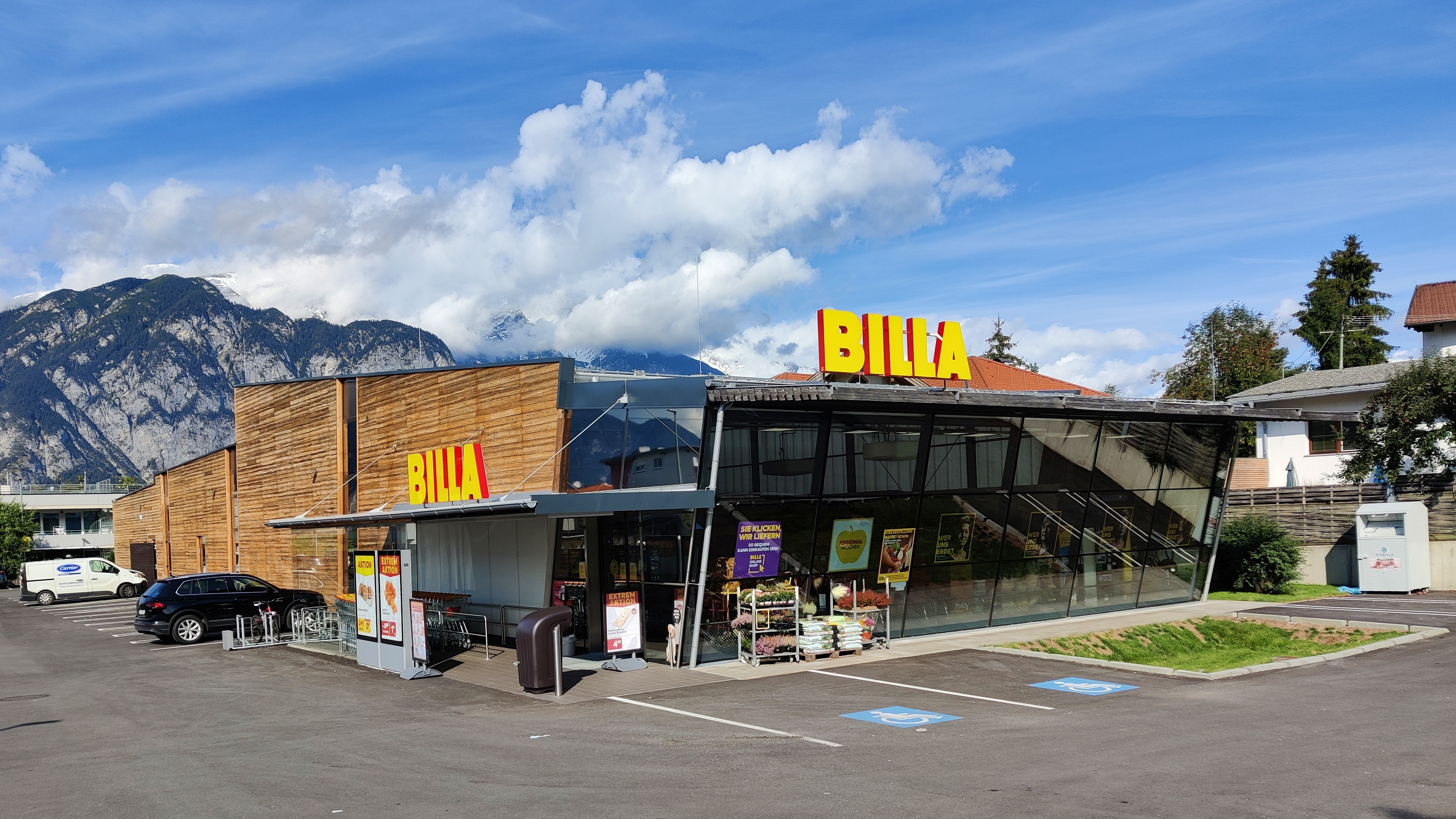
Супермаркет Billa в Біргіці

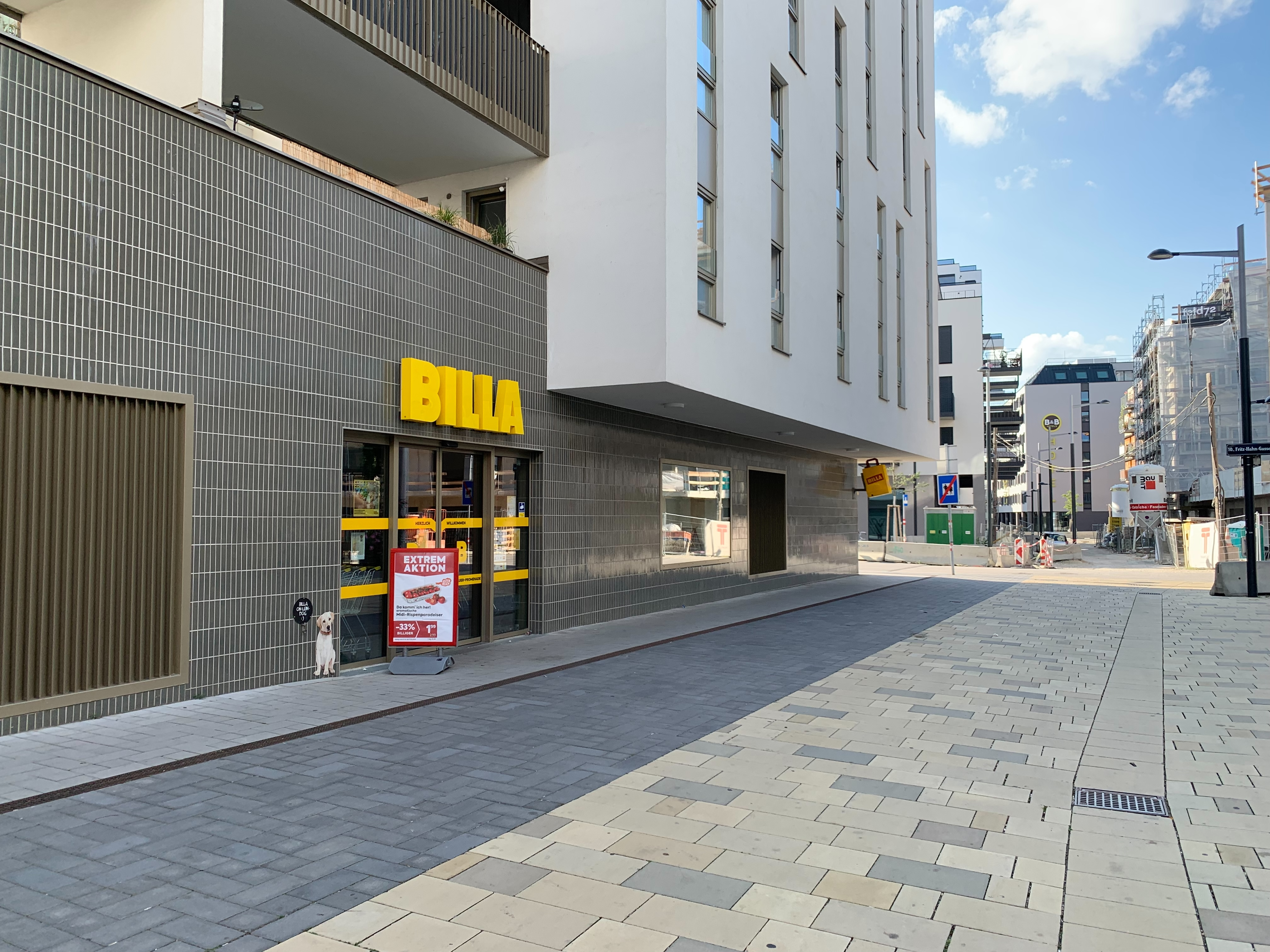
Супермаркет Billa на Блох-Бауер-Променад у Відні

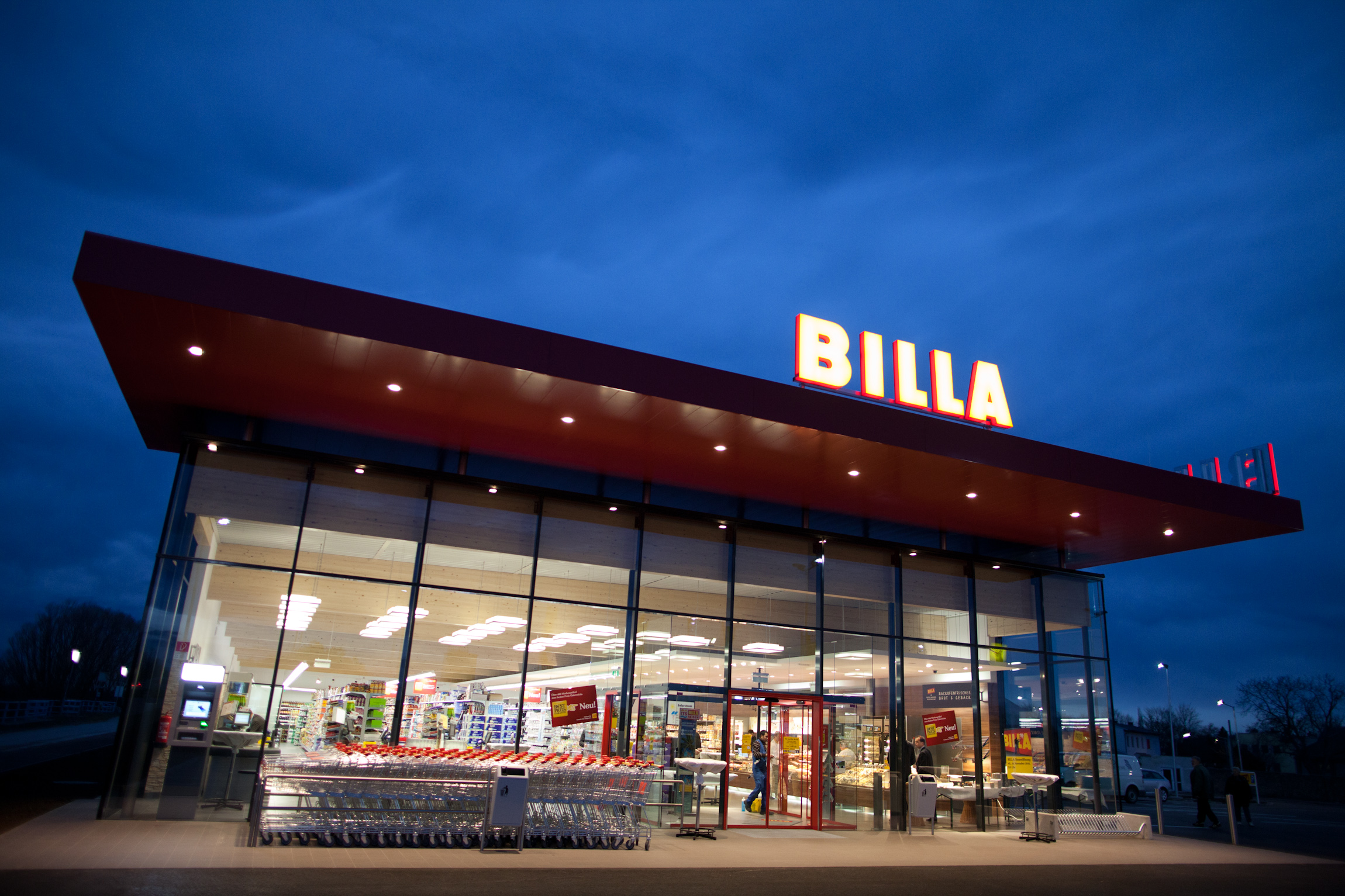
Енергозберігаючий магазин Billa останнього покоління в Дойч-Ваграм

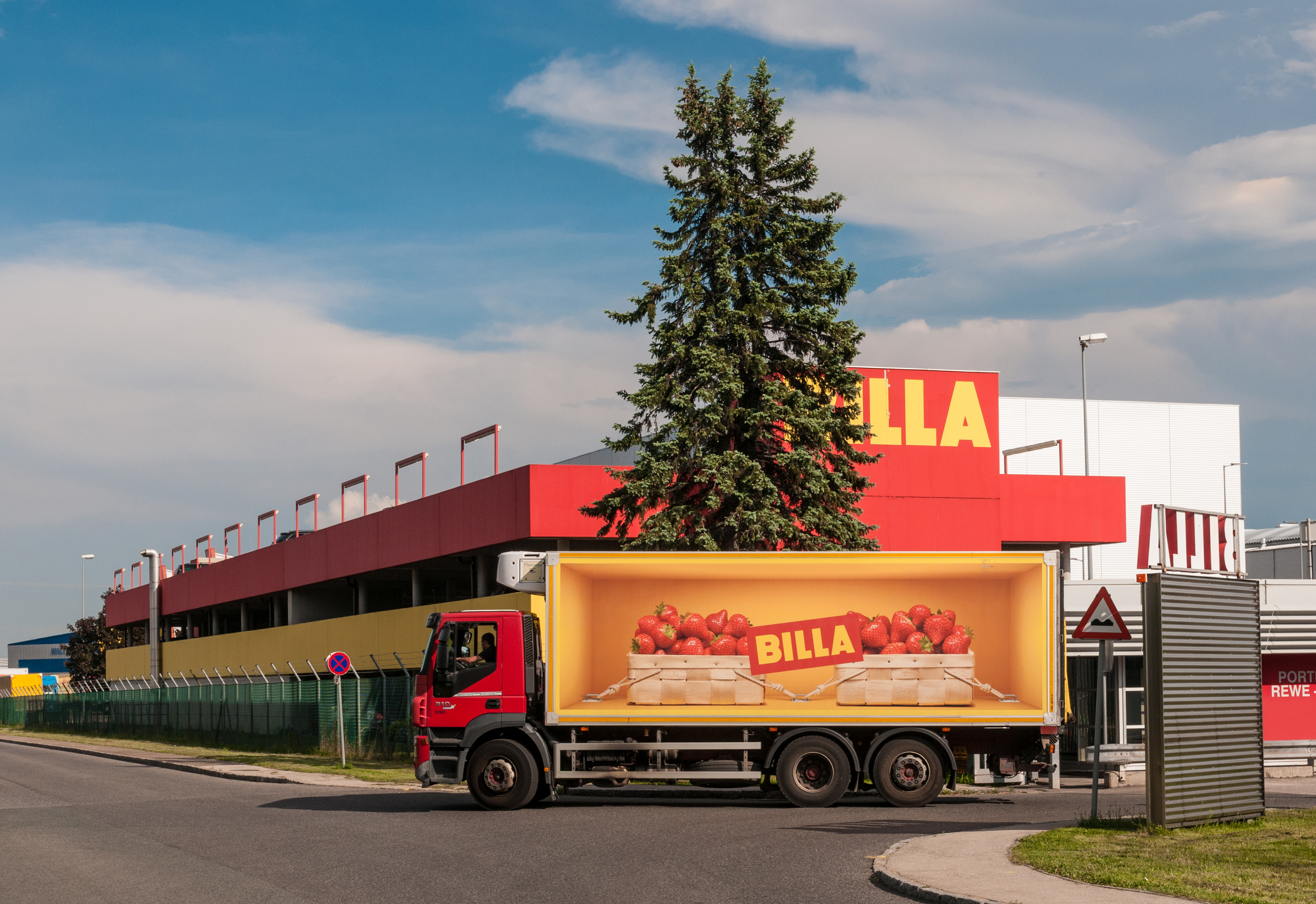
Склад Billa у Вінер-Нойдорфі

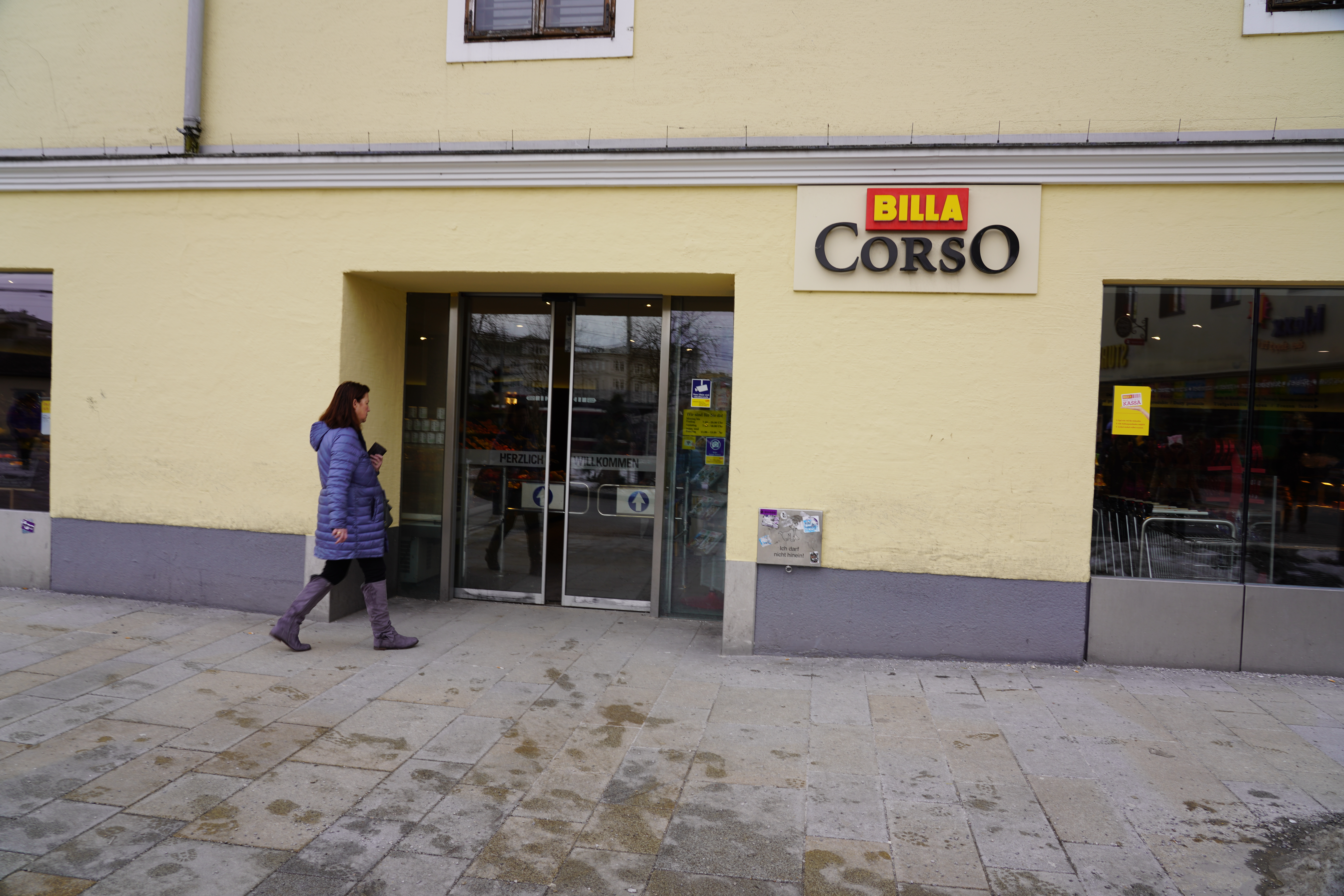
Супермаркет Billa Corso на вулиці Гетрайдегассе у Зальцбурзі

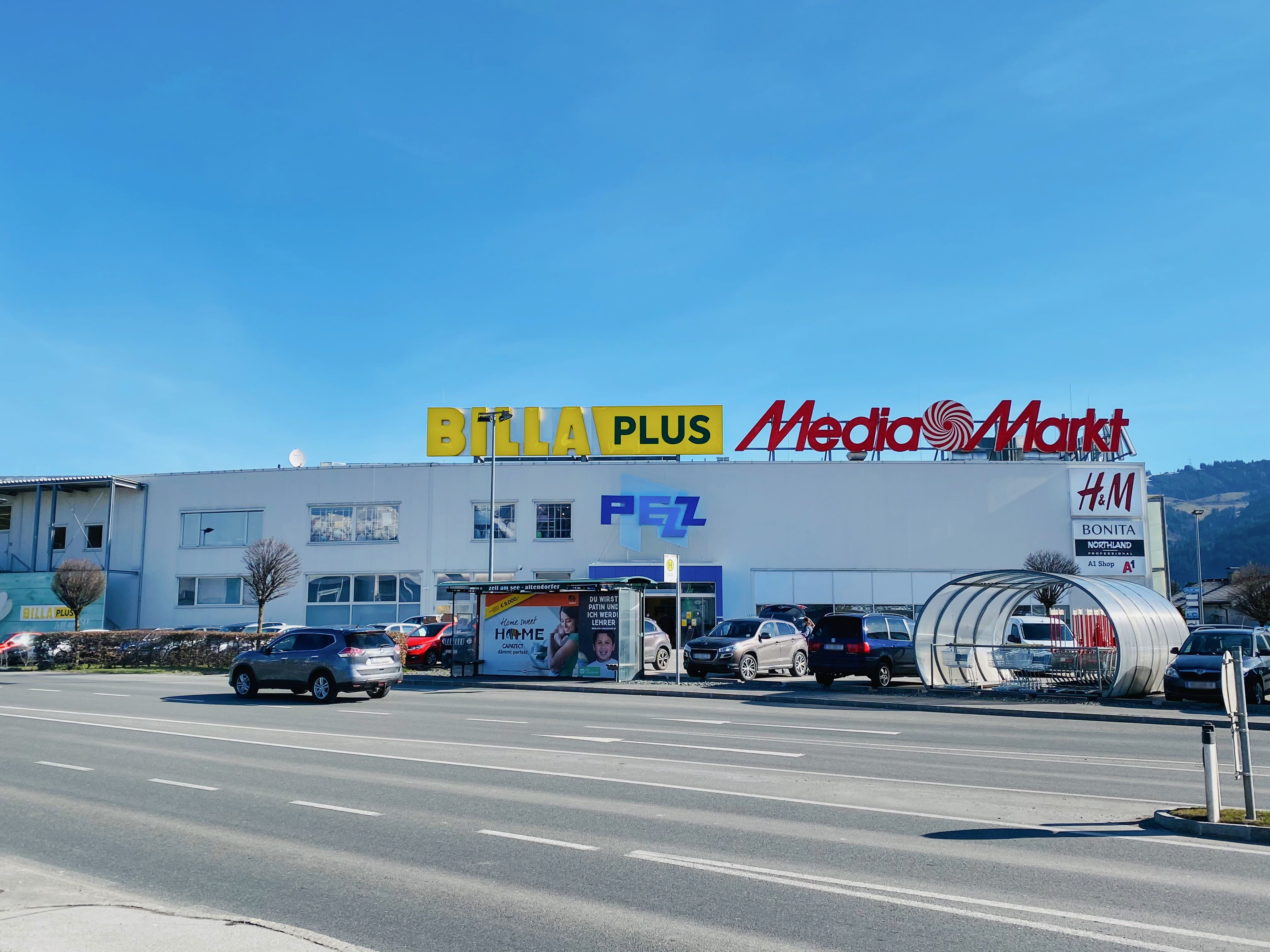
Billa Plus у Целль-ам-Зеє

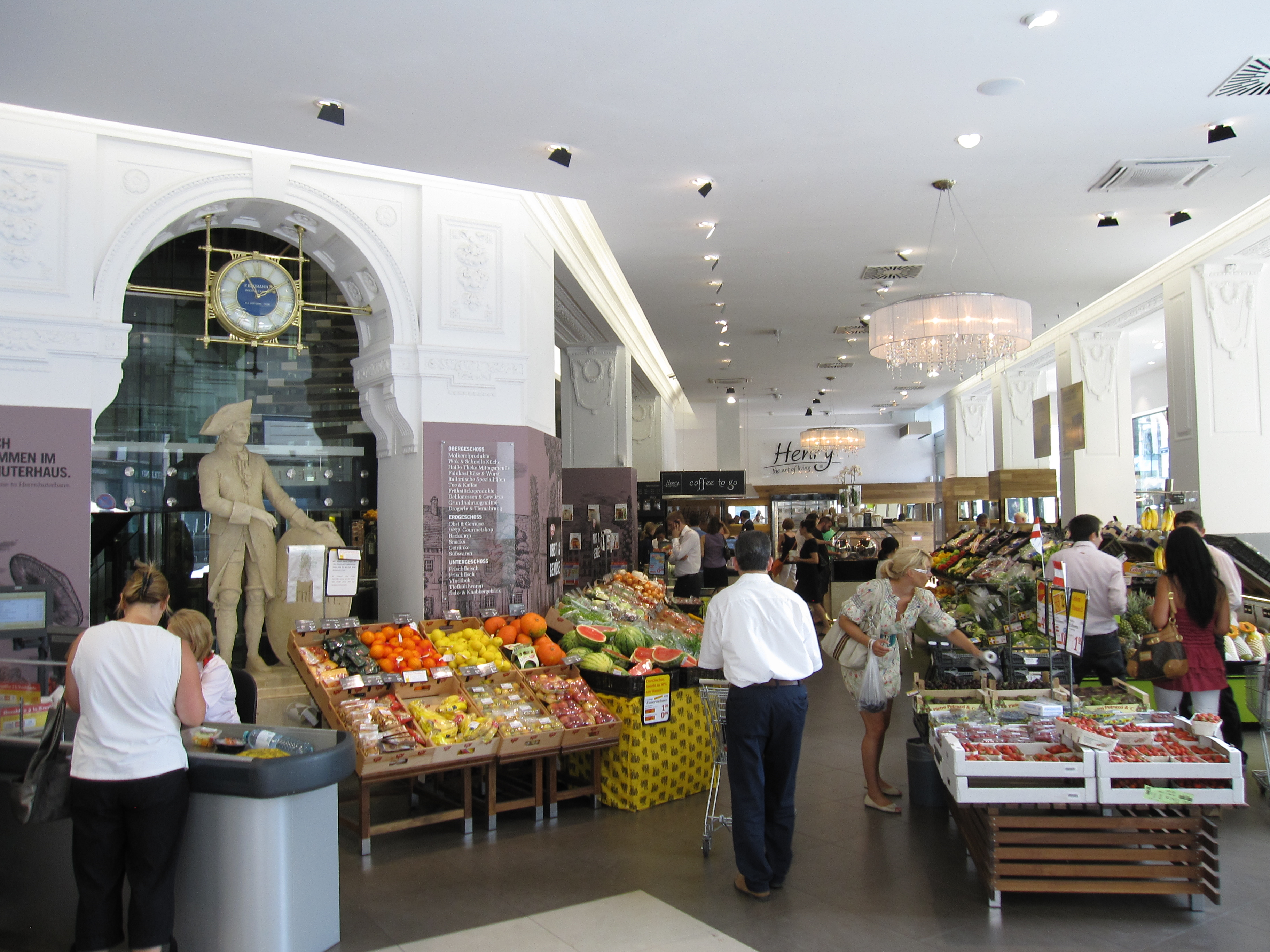
Флагманський магазин Billa в Моравському домі у Відні

BILLA (нім. вимова: [ˈbɪla] ( прослухати)) —  це австрійська компанія роздрібної торгівлі продуктами харчування, розташована у Вінер-Нойдорфі, що працює в Центральній Європі. Компанію заснував Карл Влашек у 1953 році. У 1996 році він продав свій контрольний пакет акцій німецькій групі REWE. У 2020 році раніше самостійна мережа Merkur була інтегрована в Billa AG, а в квітні 2021 року філії Merkur перейменовано в Billa Plus.

## Історія
У 1953 році Карл Влашек відкрив у віденському районі Маргаретен парфумерний дискаунтер під назвою WKW (акронім від нім. Warenhandel Karl Wlaschek, що англ. Karl Wlaschek Trading). До 1960 року WKW мав 45 магазинів в Австрії. У 1961 році мережа була перейменована в Billa, акронім «billiger Laden», що з німецької означає «дешева крамниця», та почала продавати продукти харчування та перейшла до самообслуговування. Концепція самообслуговування виявилася успішною, і Billa перетворилася на компанію, яка швидко розвивалася. У 1965 році компанія зросла до 109 магазинів. Влашек сам взяв на себе багато завдань, від закупівлі до збору прибутку, і з 1967 року він створив управлінську команду. Через рік було відкрито перше відділення на понад 1000 квадратних метрів торгової площі. Вона володіла сервісом свіжого м’яса, фруктів і овочів, що було інновацією в галузі.
У 1969 році до компанії приєдналася торгова мережа Merkur. Перший заклад відділення було відкрито в колишньому приміщенні Billa. З Merkur Влашек зміг рішуче диверсифікувати свій бізнес і таким чином виділитися серед конкурентів. Коли в 1978 році книготорговельна компанія Libro розпочала діяльність, компанія BML була заснована як холдингова компанія Billa, Merkur і Libro. Обіг на початку 1970-х років становив один мільярд шилінгів, на початку 1980-х років компанія перевищувала 7 мільярдів шилінгів. Пізніше додалися ще три торгові мережі: Bipa (для «дешевих парфумерій»), Mondo та Emma. В результаті подальшого зростання у Billa Group у 1985 році вперше було більше відділень, ніж Julius Meinl. У 1990 році компанія стала лідером ринку роздрібної торгівлі в Австрії.
Після падіння «залізної завіси» Billa поширилася на Польщу, пізніше в Італію, Угорщину, Словаччину та Чехію. У 1991 році була представлена перша торгова марка O'Lacys, а в 1994 році органічна лінія Ja! Natürlich. У наступному році до Billa увійшли 200 магазинів Konsum Österreich, в результаті чого мережа роздрібної торгівлі зросла до 18 000 співробітників, 1500 магазинів і обсяг продажів у 45 мільярдів шилінгів. Після початкових спекуляцій щодо IPO для всієї групи Влашек продав Billa в 1996 році німецькій Rewe Group, за винятком дочірніх компаній групи — Libro і Billareal. Продаючи Billa, Влашек хотів забезпечити роботу свого життя. Купівля зробила REWE Group більш міжнародно орієнтованою. Крім того, у 1996 році компанія стала першим роздрібним продавцем в Австрії, який припинив продаж продукції птахівництва з батарейних клітин.
У наступні роки компанія продовжила свою експансію, як в Австрії, так і в Центральній (Чехія, Польща, Словаччина) та Східній Європі (Україна). Із заснуванням ITS Billa Reisen у 1998 році компанія увійшла в туристичний бізнес. Паралельно експериментували з надсиланням товарів поштою, а перший інтернет-магазин був запущений у 1999 році. У стаціонарній роздрібній торгівлі Billa розширила використання карткових касових апаратів (оплата дебетовими картками) і все більше покладалася на екологічно чисті продукти без ГМО. Наприкінці 1990-х Billa була однією з найважливіших роздрібних мереж Австрії поряд зі Spar. Однак зростання влади на ринку також викликало протести, наприклад, у ході придбання продуктового магазину Julius Meinl у 1998 році.
У 2000-х — 2010-х роках Billa розширила сферу послуг. Наприклад, Billa оголосила, що також буде продавати електроенергію та створить спосіб відправлення посилок DHL. Крім того, вони хотіли підтримувати клієнтів у банківських операціях. Крім того, було значно модернізовано дизайн магазинів і оновлено технічне обладнання, щоб, серед іншого, був доступний безкоштовний Wi-Fi. З переорієнтацією Billa отримала більше клієнтів і звернулася, зокрема, до жінок. Підприємство поширювалося як у містах, так і в селах. Водночас Billa інвестувала в онлайн-торгівлю: у 2017 році був відкритий перший в Австрії фулфілмент-центр для бакалійних товарів. У 2020 році був представлений новий органічний бренд під назвою «Billa Bio» за ціною Ja! Natürlich і призначений для часткової заміни асортименту Alnatura.
У 2020 році організаційні центри Billa та Merkur були об'єднані, у квітні 2021 року бренд Merkur, який використовувався REWE в Австрії протягом 25 років, був припинений і замінений на Billa-Plus.
У 2021 році розпочалася рекламна кампанія з гаслами на кшталт «Ти потрібен з інвалідністю» або «Наймати старшого персоналу більше не варто». Дискримінаційні гасла викликали хвилю критики та обурення. Авторка Марліс Хюбнер сказала: «У той час, коли межі того, що можна сказати й уявити, розсуваються все далі й далі, рекламна кампанія, яка працює з нелюдськими тизерами, які не відразу розчиняються, не є хорошою ідеєю». Вольфганг Мюкштайн також висловився: «Привертати увагу таким чином не в інтересах інклюзивного, різноманітного суспільства. Нам потрібно набагато більше обізнаності в Австрії, щоб щось подібне не сталося. За цим послідувала догана від рекламної ради, яка побачила порушення кодексу етики.
8 числа 20 вересня 2022 року у Відні на найбільшій торговій вулиця міста Mariahilferstraße відкрилася філія без продуктів тваринного походження з «Billa Plantilla».

## Структура
Billa є відділом продажів Rewe Group. Billa AG, незареєстрована акціонерна корпорація відповідно до австрійського законодавства, діє як холдингова компанія. Вона на 100 % належить до Rewe International AG. Billa управляється двома директорами Ради директорів Робертом Нагеле (представник) та Ельке Вільгманн. У 2019 фінансовому році компанія мала дочірні підприємства в Болгарії, Німеччині, Хорватії, Австрії, Росії, Словаччині, Чехії та Україні. Вони входять до сфери консолідації групи та є прямими чи опосередкованими активами холдингів Billa AG або Rewe International AG.

## Підрозділи
Billa Classic — це класичний локальний постачальник із середньою кількістю товарів близько 8 тисяч найменувань, що становить середнє значення серед філій компанії. Для порівняння, флагманський магазин Billa Corso має значно більший асортимент, особливо в сегменті делікатесів. Після головного магазину у галереях Рінгштрассе у Відні, другий Billa Corso відкрився в Herrnhuterhaus на Нойєр-Маркт у 2010 році. Окрім Зальцбурга, Клагенфурта та Граца, тепер додано ще три місця. З 2013 року Billa Corso також використовується як торгова марка фірмових страв.
Для того, щоб бути представленими в місцях з меншою площею, компанія у 2008 році домовилася про партнерство з мережею автозаправних комплексів JET. Відтоді Billa Stop & Shop можна знайти на окремих АЗК. Крім того, з 2009 року вони експериментували з маленькими магазинами в центрі Відня. Billa Box пропонує переважно готові страви, напої та закуски. У 2013 році у Billa Box було п'ять торгових точок, однак ця концепція виявилася невдалою. Концепція Billa Box була відроджена в 2021 році під назвою «Billa Regional Box», цього разу в сільській місцевості без місцевих постачальників і з регіональними продуктами в асортименті, що викликало критику з боку фермерських господарств з прямим маркетингом.
Інтернет-магазин Billa, відкритий у 1999 році, став важливим каналом продажів компанії. В асортименті представлені товари всіх категорій, включаючи фрукти та овочі, а також м'ясо та ковбасні вироби. Також з 2014 року компанія займається доставкою заморожених продуктів. У 2015 році Billa розширила зону доставки як перший роздрібний торговець повного асортименту, охопивши всю Австрію. Мінімальна вартість замовлення наразі становить 40 €. Крім того, клієнти можуть забрати кошик для покупок, замовлений онлайн, у вибраних крамницях Billa. Мобільні платежі пропонуються у співпраці з Blue Code.
Також у Румунії з 1999 року були філії Billa. Наприкінці 2015 – на початку 2016 року всі 86 румунських магазинів Billa були продані французькій роздрібній мережі Carrefour. З березня по вересень 2017 року філії Billa були перейменовані на Carrefour.

## Нинішні локації
Billa має магазини в чотирьох країнах Європи:
| Країна     | Кількість магазинів |
| ---------- | ------------------- |
| Австрія    | 1,102               |
| Чехія      | 236                 |
| Словаччина | 145                 |
| Болгарія   | 121                 |

### Австрія
Австрія є внутрішнім ринком мережі. Станом на березень 2019 року Billa мала 1069 магазинів у країні, поступаючись лише SPAR (1538).

### Чехія
Перший супермаркет Billa в Чехії був відкритий на вулиці Stránského, Брно, 26 жовтня 1991 року. Компанія має 215 магазинів у країні та налічує понад 6000 співробітників. Магазини Billa мають середню торгову площу 900 м2.

### Словаччина
Billa відкрила свій перший магазин у Словаччині в 1993 році.

### Болгарія
Компанія відкрила свій перший супермаркет у Болгарії в 2000 році і з того часу розширилася, щоб охопити 44 міста Болгарії, керуючи загалом 145 супермаркетами станом на липень 2022 року.

## Колишні ринки
Раніше Billa працювала в таких країнах:
| Країна   | Кількість магазинів | Покупець                            | Рік продажу |
| -------- | ------------------- | ----------------------------------- | ----------- |
| Росія    | 161                 | Лента                               | 2021        |
| Італія   | 136                 | Carrefour (53) Conad (50) Інші (33) | 2014        |
| Румунія  | 86                  | Carrefour                           | 2015        |
| Хорватія | 62                  | Spar                                | 2016        |
| Україна  | 35                  | Novus                               | 2020        |
| Угорщина | 21                  | Spar                                | 2002        |
| Польща   | 14                  | E.Leclerc                           | 2009        |

### Росія

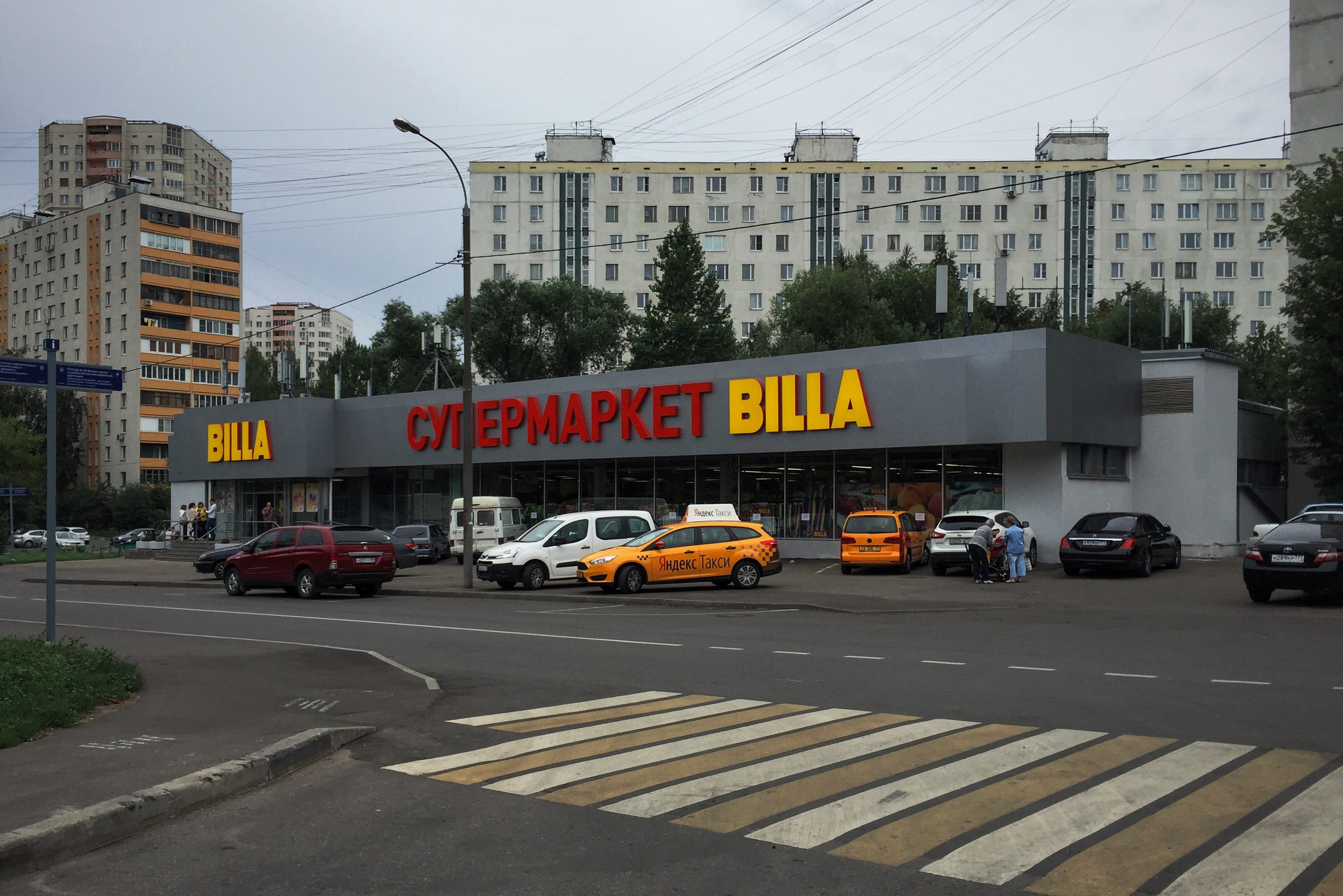
Супермаркет Billa у Москві, 2016

Перший супермаркет Billa в Росії відкрився в 2004 році. У 2008 році мережа вперше вийшла за межі Москви. У тому ж році було придбано тринадцять супермаркетів «Ням-Ням» в Москві.
У 2012 році Billa купила російську мережу супермаркетів «Ситистор» (входить до складу колишньої мережі Рамстор).
З 2008 року всі нові магазини Rewe Group в Росії формату «супермаркет» відкриваються не під брендом Billa, а під брендом «Биоп» (акронім Billa Operations). Причина в тому, що тільки ТОВ «Білла Росія» мало право розвивати бренд Billa в Росії, але один з партнерів (22,5 %) — російський холдинг «Марта» — з кінця 2008 року припинив інвестувати в розвиток компанії через початок процедури банкрутства. У червні 2010 року цей пакет був придбаний у «Марти».
27 січня 2011 року відбулося офіційне перейменування всіх магазинів мережі «Біоп» в магазини Billa. У 2018 році в Росії було відкрито 151 магазин Billa. У 2021 році, до угоди з «Лента», по всій Росії працював 161 магазин, переважно в Москві та прилеглих містах. Холдингова компанія ТОВ «Лента» 18 травня оголосила, що уклала угоду про придбання бізнесу супермаркетів Billa Russia GmbH за 215 мільйонів євро готівкою.

### Україна

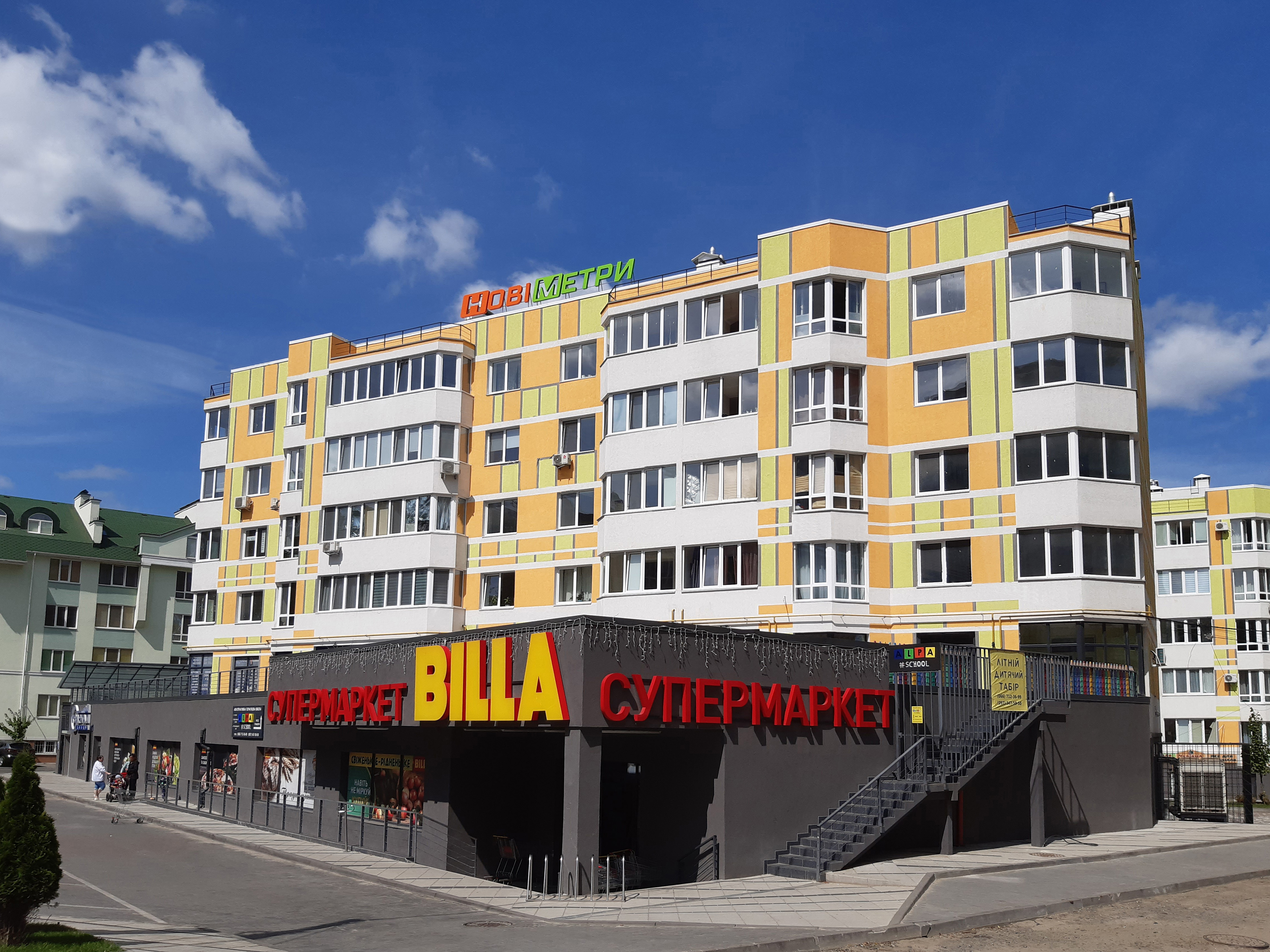
Супермаркет Billa в Ірпені, 2019

Перший супермаркет BILLA в Україні був відкритий 3 лютого 2000 року в Києві. Протягом наступних 14 років компанія активно розвивалася — у 2014 році кількість її магазинів досягла 39. Супермаркети BILLA були представлені в 16 містах 9 регіонів країни.
З 2015 року кількість супермаркетів почала скорочуватися. У червні 2017 року компанія оголосила про продаж одразу 9 своїх магазинів у регіонах. Станом на вересень 2017 року мережа супермаркетів австрійського концерну скоротилася до 17 супермаркетів, з яких 12 — у Києві та Київській області, по два — у Дніпрі та Одесі та 1 — у Житомирі.
У березні 2019 року в Україні було 30 супермаркетів BILLA.
16 вересня 2020 року стало відомо, що австрійська компанія «Rewe International AG» продала українську мережу супермаркетів литовській компанії, засновнику ТОВ «Новус Україна», Consul Trade House UAB.

## Власні торгові марки
- Сегмент дисконтних цін Billa обслуговує власний брендом Clever, який був представлений у 1999 році. Бренд розширено з 40 до 550 найменувань у харчовому та непродовольчому секторі. Clever також доступний у закладах ADEG, Sutterlüty та Bipa.
- Бренд BILLA обслуговує середній ціновий сегмент і є, в основному, прямою конкуренцією з аналогічними брендовими товарами. Продукти відрізняються від продуктів Clever завдяки вищій ціні та часто доданій вартості (наприклад, молоко, яке зберігається довше, отримує оцінку 3,6 % жирності BILLA нагороджено печаткою AMA hay milk, тоді як молоко більш довгого терміну зберігання з 3,6 % жирності Clever має лише знак схвалення AMA).
- Запущений у 2021 році бренд Billa Bio доповнює Ja! Natürlich, з дешевшими органічними продуктами, які виробляються відповідно до органічних стандартів ЄС. Асортимент складається переважно з продуктів сухого асортименту, таких як закуски, макаронні вироби або консерви, а також деякі свіжі продукти, такі як ковбаси, фрукти та овочі і напівфабрикати[95].
- Ja! Natürlich, власний органічний бренд, був представлений в 1994 році. У 2021 року в цьому органічному асортименті було представлено близько 1100 різних продуктів. З 2018 року всі продукти не містять пальмової олії[96]. Стандарти утримання тварин перевищують законодавчі правила органічного землеробства[97].
  - Інші власні бренди, кожен з яких охоплює лише одну групу продуктів і також продавався Rewe Австрія в інших каналах збуту:
    - Hofstädter: курятина, індичка, свинина та яловичина з традиційного тваринництва з Австрії зі знаком схвалення AgrarMarkt Austria, а також ковбаси та м'ясні продукти, вироблені в Австрії
    - Full Speed: приватна марка енергетичних напоїв, позиціонована вище, ніж енергетичні напої Clever
    - Maximal G: ще один власний бренд енергетичного напою, який родом з Німеччини
    - Landgraf: розливне пиво, що має баночні марки Maerzen і Radler; за ціною розміщується в дискаунтерах
    - Wegenstein: приватна марка вин, більшість з яких походить з Австрії
    - Da komm' ich her!: яйця, фрукти та овочі з Австрії
    - Готові страви та напівфабрикати торгових марок Chef Menu (традиційні страви, такі як гуляш зі спаецле) та Simply Good (корисні готові страви, нарізані овочі та свіжа паста)
    - BABYWELL: товари для немовлят і маленьких дітей, такі як підгузки
    - Vegavita: веганські продукти-замінники, які часто є органічними
    - Tonis Freilandeier: звичайні яйця на вільному вигулі; підвищені стандарти добробуту тварин для курей-несучок і заборона вбивати самців курчат відразу після народження[98]
    - today: приватна торгова марка косметичної продукції, замінила бренд MY і косметичний підрозділ clever у 2018 році; спочатку походить від дискаунтера Penny
    - ZooRoyal (та його суб-бренди): приватні торгові марки кормів і товарів для домашніх тварин; на початку 2020 року замінив підрозділ Merkur Immer Gut з кормів і товарів для домашніх тварин і приватну торгову марку BILLA ; продукти мають вищу якість, ніж корми для домашніх тварин clever, і характеризуються вищими цінами та часто доданою вартістю (вища якість інгредієнтів, вищий вміст м'яса).

  - Торгові марки bi good (натуральна косметика та екологічно чисті товари для дому) і bi life (харчові добавки та медичні товари) від Bipa також доступні в Billa Plus.